# Помпонии
Помпониите (Pomponii) са фамилия от плебейския gens Pomponia в Древен Рим, произлизаща от Помпо, син на Нума Помпилий.
Помпоний (Pomponius) e името на мъжете, а на жените – Помпония (Pomponia).
Представители на фамилията:
- Марк Помпоний (трибун 449 пр.н.е.), народен трибун 449 пр.н.е.
  - Марк Помпоний Руф, консулски военен трибун 399 пр.н.е.
- Марк Помпоний (трибун 362 пр.н.е.), народен трибун 362 пр.н.е.
- Марк Помпоний Матон
  - Маний Помпоний Матон, консул 233 пр.н.е.
    - Помпония, съпруга на Публий Корнелий Сципион, майка на Сципион Африкански и Сципион Азиатски

  - Марк Помпоний Матон, консул 231 пр.н.е.
- Тит Помпоний, конник. Женен за Цецилия Метела (* 130 – 50 пр.н.е.),
  - Тит Помпоний Атик, конник. Женен за Цецилия Пилия; приятел на Цицерон
    - Помпония Цецилия Атика, първата съпруга на Марк Випсаний Агрипа

  - Помпония, съпруга на Квинт Тулий Цицерон, брат на Цицерон
- Публий Помпоний Грецин, суфектконсул 16 г.
  - Помпония Грецина, съпруга на Авъл Плавций
- Луций Помпоний Флак, консул 17 г., управител на Мизия 19 г.
- Квинт Помпоний Секунд, суфектконсул 41 г.
- Помпоний Мела (+ 45 г.), географ 43–44 г.
- Публий Калвизий Сабин Попмоний Секунд, поет, суфектконсул 44 г.
- Гай Помпоний Пий, суфектконсул 65 г.
- Тит Помпоний Бас, суфектконсул 94 г.
- Луций Помпоний Матерн, суфектконсул 97 г.
- Гай Помпоний Пий (консул 98 г.), суфектконсул 98 г.
- Гай Помпоний Руф Ацилий Туск Целий Спарс, суфектконсул 98 г.
- Квинт Помпоний Руф, легат на провинция Долна Мизия 99 г.
- Тит Помпоний Прокул Витразий Полион, легат на Долна Мизия 156 – 159 г.
- Квинт Помпоний Матерн, управител на Долна Мизия 99 г., суфектконсул 128 г.
- Тит Помпоний Мамилиан, суфектконсул 100 г.
- Луций Помпоний Бас, суфектконсул 118 г.
- Квинт Помпоний Руф Марцел, суфектконсул 121 г.
- Луций Помпоний Силван, суфектконсул 121 г.
- Тит Помпоний Антистиан Фунизулан Ветониан, суфектконсул 121 г.
- Гай Помпоний Камерин, консул 138 г.
- Секст Помпоний, римски юрист от 2 в.
- Гай Помпоний Бас Теренциан, суфектконсул 193 г.
- Помпоний Бас (консул 211 г.)
  - Помпония Умидия, дъщеря на Помпоний Бас (консул 211 г.) и Ания Фаустина, съпруга на Флавий Антиохиан (консул 270 г.)
  - Помпоний Бас (консул 259 г.), консул 259 и 271 г.
- Помпония Ария, съпруга на Марк Меций Проб
  - Марк Помпоний Меций Проб, консул 228 г.
- Помпония Гратидия, съпруга на Помпоний Бас (консул 259 и 271 г.)
- Помпоний Януариан, консул 288 г.